# Donald Byrd
Donaldson Toussaint L'Ouverture Byrd II (Detroit, 9 december 1932 – Dover (Delaware), 4 februari 2013) was een Amerikaanse jazz-trompettist. Hij speelde hardbop, maar schoof later op richting fusion en rhythm & blues en had daarmee een paar grote commerciële hits. Hij speelde in de jaren vijftig met de groten van de jazz en was een invloedsbron voor acid jazz- en  hiphop-musici.

## Bop
Byrd speelde als tiener al met vibrafonist en bandleider Lionel Hampton. Hij studeerde aan Wayne State University en Manhattan School of Music en tijdens zijn studie speelde hij bij de groep van George Wallington. Ook werd hij al lid van Art Blakey's Jazz Messengers, waar hij trompetlegende Clifford Brown verving. Halverwege de jaren vijftig ging hij ook plaatopnames maken als leider (onder meer voor Savoy) en ging hij meespelen op platen van andere musici. In 1956 verliet hij de band van Blakey en speelde hij met jazzreuzen als John Coltrane, Sonny Rollins, Thelonious Monk en, later, een jonge Herbie Hancock. In 1957 formeerde hij met saxofonist Gigi Gryce de groep Jazz Lab Quintet, waarmee hij enkele albums opnam. In 1958 begon hij een groep met saxofonist Pepper Adams, waarmee hij tot 1961 actief was. In datzelfde jaar sloot hij een platencontract met Blue Note, waarvoor hij in de jaren erna zo'n 25 albums zou opnemen. Dit waren aanvankelijk bop-platen, maar eind jaren zestig raakte hij geïnteresseerd in Afrikaanse muziek en, dankzij Miles Davis, elektronische muziek en funk. Vanaf 1969 (het album Fancy Free) nam hij jazzfusion-platen op.

## Fusion en rhythm & blues
In de jaren zeventig speelde Byrd jazzfusion en rhythm & blues. Hij werkte samen met de gebroeders Fonce Mizell en Larry Mizell en nam met hen en anderen in 1973 de plaat Black Byrd op, dat een groot commercieel succes was. De title-track haalde de 19e stek in de R & B-lijsten van Amerika en kwam zelfs in de Billboard Hot 100 (88). Het album werd op dat moment de meest verkochte plaat van Blue Note, maar de puristen onder de jazzliefhebbers vonden de nieuwe richting van Byrd maar niets. De volgende albums met de broers werden eveneens hits. De groep die Byrd in die tijd begon, The Blackbyrds (vernoemd naar dat succesvolle album), met onder meer enkele van zijn studenten van Howard University was in commercieel en artistiek opzicht succesvol, met bijvoorbeeld de millionseller Walking in Rhythm en acht goedverkochte platen voor Fantasy Records. De muziek die Byrd in de jaren zeventig maakte vormde later een grote bron voor samples voor talloze hiphop-musici en -groepen, zoals Public Enemy en Us3. In de jaren negentig speelde Byrd mee op het album Jazzmatazz van Guru.

## Na Blue Note
Caricatures was Byrds laatste plaat voor Blue Note. Hij vertrok naar Elektra en maakte in de jaren erna verschillende platen, maar deze waren lang niet zo succesvol als die uit zijn Blue Note-tijd. Midden jaren tachtig verscheen hij een tijdlang niet in de platenstudio, onder meer vanwege gezondheidsproblemen. Wel gaf hij nog les. Later dat decennium maakte hij verschillende platen voor Landmark Records, waarop hij, net als in het begin van zijn loopbaan, hardbop speelde.

## Universiteiten
Byrd heeft vanaf het midden van de jaren zestig lesgegeven aan verschillende universiteiten. Tijdens zijn werk aan North Carolina Central University in de jaren tachtig formeerde hij opnieuw een band met daarin studenten, Donald Byrd & the 125th St NYC Band. Ook studeerde hij zelf weer: in 1976 haalde hij een master degree in recht en in 1982 een master degree aan Columbia University Teachers College.

## Discografie (selectie)
bij Blue Note:
- Off to the Races, 1959
- Byrd in Hand, 1959
- Fuego, 1959
- Byrd in Flight, 1960
- At the Half Note Cafe, 1960
- Chant, 1961
- The Cat Walk, 1961
- Royal Flush, 1961
- Free Form, 1961
- A New Perspective, 1963
- I'm Tryin' to Get Home, 1964
- Mustang, 1966
- Blackjack, 1967
- Slow Drag, 1967
- The Creeper, 1967
- Fancy Free, 1967
- Kofi, 1969
- Electric Byrd, 1969/1970
- Ethiopian Knights, 1971
- Black Byrd, 1973
- Street Lady, 1973
- Stepping into Tomorrow, 1974
- Places and Spaces, 1975
- Caricatures, 1976

andere labels:
- Byrd Jazz, Transition, 1955
- Byrd's Eye View, Transition, 1955
- Byrd's Word, Savoy, 1955
- Byrd Blows on Beacon Hill, Transition, 1956
- Two Trumpets (met Art Farmer, Prestige, 1956
- The Young Bloods (met Phil Woods), Prestige, 1956
- Jazz Lab (met Gigi Gryce), Columbia, 1957
- At Newport (met Gryce), Verve, 1957
- Modern Jazz Perspective (met Gryce en Jackie Paris), Columbia, 1957
- Jazz Eyes (met John Jenkins), Regent Records, 1957
- Byrd in Paris, Bethlehem Records, 1958
- Parisian Thoroughfare, 1958
- Motor City Scene (met Pepper Adams), Bethlehem, 1960
- Up with Donald Byrd, Verve, 1964
- Love Byrd, Elektra Records, 1981
- Words, Sounds, Colours and Shapes, Landmark Records, 1983
- Harlem Blues, Landmark Records, 1987
- Getting Down to Business, Landmark Records, 1989
- A City Called Heaven, Landmark Records, 1991
- Touchstone, (met Pepper Adams, Herbie Hancock, Teddy Charles en Jimmy Cobb), 2000
- Loungin', Chrysalis, (met Guru), 2006

- Bibsys: 1014949
- Biblioteca Nacional de España: XX870395
- Bibliothèque nationale de France: cb13892039b (data)
- CiNii: DA16220651
- Gemeinsame Normdatei: 11951947X
- International Standard Name Identifier: 0000 0001 1436 3273
- Library of Congress Control Number: n81011276
- MusicBrainz: 69f95e5c-4b34-4c8b-b8fe-c59f9296195a
- Nationale Bibliotheek van Tsjechië: ola2002159315
- Nationale Bibliotheek van Israël: 987007330721005171
- Nederlandse Thesaurus van Auteursnamen: 071983090
- Réseau des bibliothèques de Suisse occidentale: 02-A003063100
- Istituto Centrale per il Catalogo Unico: LO1V263020
- SNAC: w6380n0c
- Système universitaire de documentation: 156624834
- Union List of Artist Names: 500352321
- Virtual International Authority File: 195495
- WorldCat: E39PBJvhqtrbJ8X8hpgQk6384q